# Let's Go Luna!
Let's Go Luna! er en amerikansk-canadiske tv-serie produceret for tv-kanalen PBS Kids af Joe Murray.